# Equilibri de solubilitat
L'equilibri de solubilitat és un tipus d'equilibri dinàmic. Existeix quan un enllaç químic en estat sòlid està en equilibri químic amb una solució d'aquest compost. El sòlid es pot dissoldre sense canvis, amb dissociació o amb reacció química amb un altre constituent del sovent, com un àcid o una base alcalina. Cada tipus d'equilibri es caracteritza per una constant d'equilibri dependent de la temperatura. Els equilibris de solubilitat són importants en productes farmacèutics, del medi ambient i molts altres. L'equilibri de solubilitat és un exemple d'equilibri dinàmic en el qual algunes molècules individuals migren entre les fases de sòlid i de dissolució de manera que les taxes de dissolució i precipitació químiques són iguals una respecte a l'altra. Quan s'estableix l'equilibri es diu que la solució està saturada. La concentració del solut dins la solució saturada es coneix sota el nom de solubilitat. Les unitats de la solubilitat poden ser molar (mol dm−3) o expressades en forma de massa per unitat de volum, com μg ml−1. La solubilitat depèn de la temperatura. Una solució que conté més concentració de soluts que la seva solubilitat es diu que està sobresaturada. Una solució sobresaturada pot ser induïda a passar a l'equilibri afegint una "llavor" la qual pot ser un petit cristall al solut o una petita partícula sòlida que iniciï la precipitació.
Hi ha tres tipus principals de criteris d'equilibri.
1. Dissolució simple.
2. Dissolució en dissociació. Aquest és característica de les sals. La constant d'equilibri es coneix en aquest cas com el "producte de solubilitat".
3. Dissolució amb reacció. Aquest és característic de la dissolució d'àcids febles o bases febles en un medi aquós amb el pH variant.

En cada cas una constant d'equilibri pot especificar-se com el quocient d'activitats. Aquesta constant d'equilibri no té dimensions com tampoc la té l'activitat química.